# Ernest Grisar
Ernest Paul Grisar (Antwerpen, 14 maart 1844 - Parijs, 20 november 1899) was een Belgisch industrieel.

## Biografie

### Familie
Ernest Grisar was een telg uit het handelaars- en scheepsmakelaarsgeslacht Grisar dat zich in 1804 vanuit het Duitse Nievern in Antwerpen had gevestigd. Hij was een kleinzoon van handelsagent Johann Martin Grisar (1779-1853), een zoon van ondernemer Felix Grisar (1811-1887) en een neef van componist Albert Grisar (1808-1869) en de ondernemers Emile Grisar (1821-1882) en Gustave Grisar (1825-1881). Zijn tante Juliette Grisar (1811-1873) was gehuwd met Louis Falcon, eveneens zakenman en consul van het koninkrijk der Beide Siciliën in Antwerpen.
Hij trouwde in 1867 in Antwerpen met Adèle Van Den Nest (1847-1927), zus van Arthur Van Den Nest, schepen van Antwerpen en senator. Zijn vrouw richtte in de Albert Grisarstraat een kinderhospitaal op, later bekend onder de naam Good Engels. Ze kregen een zoon en twee dochters. Onder hen:
- Valentine Grisar (1868-1962), trouwde in 1889 in Antwerpen met Paul Havenith (1864-1942), industrieel, bankier, voorzitter van de Beerschot Athletic Club en voorzitter van het sportcomité van de Wereldtentoonstelling van 1930, kleinzoon van Joseph de Decker.
- Alfred Grisar (1881-1958), doelman bij Antwerp FC, medeoprichter en voorzitter van de Beerschot Athletic Club, internationaal polospeler, lid van het Belgisch poloteam tijdens de Olympische Zomerspelen van 1920 en lid van het uitvoerend comité van diezelfde Olympische Spelen.

Hij was een schoonbroer van ondernemer Eugène Kreglinger.

### Carrière
Grisar was actief in de internationale handel in huiden, wol, leder en rubber van zijn familie onder de bedrijfsnaam Grisar & Co. Hij was bestuurder van de Liebig Extract of Meat Company, The International Bell Telephone Company en andere bedrijven in de internationale handel. Hij bouwde een paar gekoppelde winkelhuizen in de Leysstraat en verschillende andere herenhuizen of stapelplaatsen in Antwerpen.

### Beerschot
In 1895 kocht Ernest Grisar een paardenrenbaan met bijhorende accommodatie in de Antwerpse wijk het Kiel. Op aanraden van zijn zoon Alfred werd kort voor Ernests overlijden in 1899 de club Beerschot opgericht. De paars-witte clubkleuren waren een eerbetoon aan de overleden Ernest Grisar.